# Hr.Ms. Arend (1942)
Hr.Ms. Arend (MTB 203) ook bekend als Hr.Ms. MTB 203 was een Nederlandse motortorpedoboot. Het schip was vernoemd naar de Arend, andere Nederlandse motortorpedoboten waren ook vernoemd naar roofvogels. De Arend werd tijdens de Tweede Wereldoorlog, direct uit de bouwlijn bij de scheepswerf Vosper uit Portsmouth, van de Britten gekocht. De Arend werd samen met de Valk, Sperwer en de Buizerd gekocht voor 100.000 Britse ponden. Het bedrag was volledig afkomstig uit het Prins Bernhardfonds. De Arend maakte deel uit van het 9e M.T.B.-flottielje dat eerst onder Brits en later onder Nederlands commando stond. Tijdens de Tweede Wereldoorlog patrouilleerde de Arend Het Kanaal. Hier zou het schip ook verloren gaan doordat het op 18 mei 1944 ten zuiden van Boulogne op een zeemijn liep.